# Natalya Petrusyova
Natalya Anatolyevna Petrusyova (en russe : Наталья Анатольевна Петрусёва), née le 2 septembre 1955 à Pavlovski Possad est une patineuse de vitesse soviétique.

## Biographie
Aux Jeux olympiques d'hiver de 1980 organisés à Lake Placid aux États-Unis, Natalya Petrusyova est médaillée d'or sur 1 000 mètres succédant à Tatyana Averina et de bronze sur 500 mètres . Elle devient championne du monde toutes épreuves la même année et conserve son titre en 1981. Elle continue sa moisson de médailles aux Jeux de Sarajevo en 1984 en obtenant le bronze au 1 000 mètres et au 1 500 mètres. Durant sa carrière, elle a battu dix records du monde dont trois du 1000 m, trois du 1500 m et quatre du combiné. Elle est devenue à la suite de sa retraite sportive entraîneuse et a encadré l'équipe olympique russe de patinage de vitesse aux Jeux de Salt Lake City en 2002.

## Palmarès
| Compétition                           | Or               | Argent | Bronze                                     |
| Jeux olympiques                       | 1980 (1 000 m)   |        | 1980 (500 m) 1984 (1 000 m) 1984 (1 500 m) |
| Championnats du monde toutes épreuves | 1980, 1981       | 1979   | 1982                                       |
| Championnats du monde de sprint       | 1982             | 1983   | 1981                                       |
| Championnats d'Europe toutes épreuves | 1981, 1982       |        | 1983                                       |
| Championnats de URSS toutes épreuves  | 1980, 1981, 1982 |        | 1979                                       |

## Records personnels
| Distance     | Temps         | Année |
| ------------ | ------------- | ----- |
| 500 mètres   | 40 s 51       | 1984  |
| 1 000 mètres | 1 min 19 s 31 | 1983  |
| 1 500 mètres | 2 min 4 s 04  | 1983  |
| 3 000 mètres | 4 min 29 s 31 | 1980  |
| 5 000 mètres | 7 min 51 s 8  | 1981  |